# Heinrich Amtmann
Heinrich Amtmann (* 24. Oktober 1929 in Bozen; † 12. August 2014 in Villach) war ein österreichischer Politiker (ÖVP) und Berufsschullehrer.

## Leben
Heinrich Amtmann absolvierte Volksschule, Hauptschule und Höhere Technische Lehranstalt in Klagenfurt.
Beruflich war er zunächst tätig bei diversen Privatfirmen, dann Bundesbahnbeamter im höheren technischen Verwaltungsdienst (Oberrevident) und schließlich Berufsschullehrer an den Berufsschulen Klagenfurt und Villach.

## Politik
Amtmann war Mitglied des Gemeinderates der Stadt Villach 1961–1965 sowie 1986–1987 und Stadtrat der Stadt Villach 1970–1986. Des Weiteren war er Bezirksparteiobmann.
Von 4. November 1975 bis 4. Juni 1979 war er während der XIV. Gesetzgebungsperiode Abgeordneter zum Nationalrat für die ÖVP.